# Estany de les Truites
L'Estany de les Truites és un estany al Parc Natural de Coma Pedrosa (Andorra). Al seu costat hi ha el refugi de Coma Pedrosa o refugi de l'Estany de les Truites. Està a 2.250 m. Hi viu la truita de riu S. trutta var. fario.